# BRICSコンティンジェント・リザーブ・アレンジメント
BRICSコンティンジェント・リザーブ・アレンジメント（英: BRICS Contingent Reserve Arrangement, CRA）、もしくは外貨準備基金（がいかじゅんびききん）は、BRICSの5か国（ブラジル、ロシア、インド、中国、南アフリカ）によって2015年に設立された、短期的な国際収支悪化を防ぐために支援を提供するための枠組み。CRAは一般的に国際通貨基金（IMF）の競争相手と見なされており、新開発銀行とともに南南協力の拡大の例と考えられている。

## 条約
法的根拠は、2014年7月15日にブラジルのフォルタレザで署名された「BRICSコンティンジェント・リザーブ・アレンジメントの設立に関する条約」によって形成されている。2015年7月の第7回BRICS首脳会議で発表された、すべてのBRICS諸国による批准時に発効した。この準備金の目的は、世界的な流動性圧力に対する保護を提供することである。これにはBRICS加盟国の通貨が、世界的な金融圧力によって悪影響を受けている為替レートの問題が含まれる。

## 資本金
1,000億ドルの資本金は次のように分配される。BRICS諸国が協定に要求できる最大アクセスは、資本拠出額の半分（中国）から2倍（南アフリカ）まで様々である。この取り決めは2016年に融資を開始する。
| 国               | 資本拠出 (10億米ドル) | 資金へのアクセス (10億米ドル) | 投票権 (%) |
| ---------------- | --------------------- | ----------------------------- | ---------- |
| ブラジル         | 18                    | 18                            | 18.10      |
| ロシア           | 18                    | 18                            | 18.10      |
| インド           | 18                    | 18                            | 18.10      |
| 中国             | 41                    | 21                            | 39.95      |
| 南アフリカ共和国 | 5                     | 10                            | 5.75       |
| 合計             | 100                   | 85                            | 100.00     |